# Hamadryas arinome
A Hamadryas arinome a rovarok (Insecta) osztályának a lepkék (Lepidoptera) rendjébe, ezen belül a tarkalepkefélék (Nymphalidae) családjába tartozó faj.

## Előfordulása
A Hamadryas arinome előfordulási területe Közép- és Dél-Amerika. Mexikótól kezdve az Amazonas-medencéig több helyen is fellelhető.

## Alfajai
- Hamadryas arinome arinome - Francia Guyana, Peru, Brazília
- Hamadryas arinome arienis - Panama, Costa Rica, Kolumbia
- Hamadryas arinome obnutila - Brazília

## Megjelenése
Szárnyainak alapszíne felül és alul fekete vagy sötétbarna. Az elülső szárnyak mindkét felén egy-egy fehér sáv húzódik. A hátsó szárnyak felül narancssárgás sávozású, míg alul vöröses foltozású. Mind a négy szárny felső felén kékeszöldes mintázat látható.

## Életmódja
A hernyó a Dalechampia triphylla nevű növénnyel táplálkozik.

## További információk

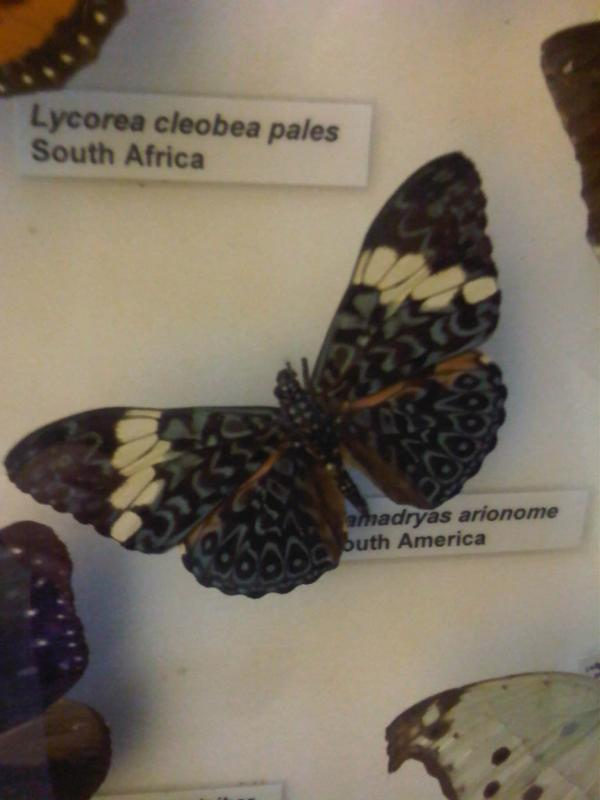
A lepke egy máltai múzeumban

## Fordítás
Ez a szócikk részben vagy egészben  a   Hamadryas arinome című angol Wikipédia-szócikk ezen változatának fordításán alapul.  Az eredeti cikk szerkesztőit annak laptörténete sorolja fel. Ez a jelzés csupán a megfogalmazás eredetét és a szerzői jogokat jelzi, nem szolgál a cikkben szereplő információk forrásmegjelöléseként.